# Anatol Slissenko
Anatol Slissenko (em russo:  Анатолий Олесьевич Слисенко; Sibéria, 15 de agosto de 1941) é um matemático e cientista da computação soviético, russo e francês. Dentre seus interesses de pesquisa constam prova automática de teoremas, análise recursiva, complexidade computacional, algoritmos, reescrita de grafos, verificação, álgebra computacional, entropia da informação e modelos probabilísticos relacionados à ciência da computação.

## Formação
Anatol Slissenko nasceu na Sibéria, onde seu pai serviu como chefe de um regimento de topografia militar. Obteve a graduação na Universidade Estatal de Leningrado em 1963.

## Carreira acadêmica
Obteve o grau de Candidato de Ciências (doutorado) em 1967 no Instituto de Matemática Steklov em seu departamento em Leningrado, orientado por Nikolai Aleksandrovich Shanin, com o Doktor nauk (habilitação) em 1981 no Instituto de Matemática Steklov em Moscou.
De 1963 a 1981 trabalhou no Departamento de Leningrado do Instituto de Matemática Steklov da Academia de Ciências da Rússia.
De 1981 a 1993 foi chefe do Laboratório de Teoria de Algoritmos do Instituto de Informática e Automação em Leningrado da Academia de Ciências da Rússia. De 1993 a 2009 foi professor da Universidade Paris 12 Val de Marne, França, onde é desde 2009 professor emérito.
Em 1981–1987 foi professor em tempo parcial da Universidade Politécnica de São Petersburgo Pedro o Grande, e em 1988–1992 foi professor e chefe do Departamento de Ciência da Computação da Universidade Estatal de São Petersburgo, Faculdade de Matemática e Mecânica, cuja criação ele iniciou (as equipes do departamento foram campeãs mundiais do ACM International Collegiate Programming Contest quatro vezes). Diversos matemáticos (dentre eles Yuri Matiyasevich, Dima Grigoriev e E.Hirsch) iniciaram suas pesquisas em seu seminário para estudantes.
Foi palestrante convidado do Congresso Internacional de Matemáticos em Varsóvia (1983).

## Publicações selecionadas
- Complexity problems in computational theory, Russian Mathematical Surveys, Volume 36, 1981, p. 23–125
- Recognizing a symmetry predicate by multihead Turing machines with input. Proc. Steklov Inst. of Mathematics, AMS, Volume 129, 1976, p. 25–208
- Detection of periodicities and string-matching in real time. J. of Soviet Mathematics, Volume 22, 1983, p. 1316–1386
- Context-free grammars as a tool for describing polynomial-time subclasses of hard problems. Inform. Process. Lett., Volume 14, 1982, p. 52–56
- com Danièle Beauquier: A first order logic for specification of timed algorithms: basic properties and a decidable class. Annals of Pure and Applied Logic, Volume 113, 2002, p. 13–52
- com J. Heintz, T. Krick, P. Solerno: Finding shortest paths around semi-algebraic obstacles in the plane, J. of Math. Sci., Volume 70, 1994, p. 1944–1949
- com D. Grigoriev: Computing Minimum-Link Path in a Homotopy Class amidst Semi-Algebraic Obstacles in the Plane, St. Petersburg Math. J., Volume 10, 1999, p. 315–332
- On measures of information quality of knowledge processing systems. Information Sciences: An International Journal, Volume 57/58, 1991, p. 389–402
- On entropic convergence of algorithms in terms of domain partitions, Arxiv 2016